# 郭琇
郭琇（1638年—1715年），字瑞甫，號華野，即墨城郭家巷（今青岛市即墨区）人。

## 生平
康熙九年（1670年）郭琇中進士，康熙十七年（1678年）授江南吳江縣令。康熙二十五年（1686年）入朝任江南道御史。歷官僉都御史、左都御史等職。康熙二十七年（1688年1月22日），郭琇上《参河臣疏》，彈劾河道总督靳辅、户部尚书佛伦，接著又以《纠大臣疏》彈劾明珠、余國柱「植黨類以樹私，竊威福以惑眾」，不久升任左都御史。次年又上《参近臣疏》，弹劾少詹事高士奇、原任右都御史王鸿绪、给事中何楷、修撰陈元龙、编修王顼龄等植党营私，此三疏使得“群党侧目，百端交构”。不久，遭明珠余党诬陷，罷官。
康熙三十八年（1699年），帝南巡，郭琇至德州迎驾。起用为湖广总督。康熙四十一年（1702年），因具报苗民起义失實，又罷官。康熙五十四年（1715年）病逝鄉里。

## 家族
出身書香家庭，先祖青州棗園人，永樂二年（1404年）遷居即墨城南河畔。

## 延伸阅读
[在维基数据编辑]
 《清史稿·卷270》，出自趙爾巽《清史稿》